# Rússia Justa

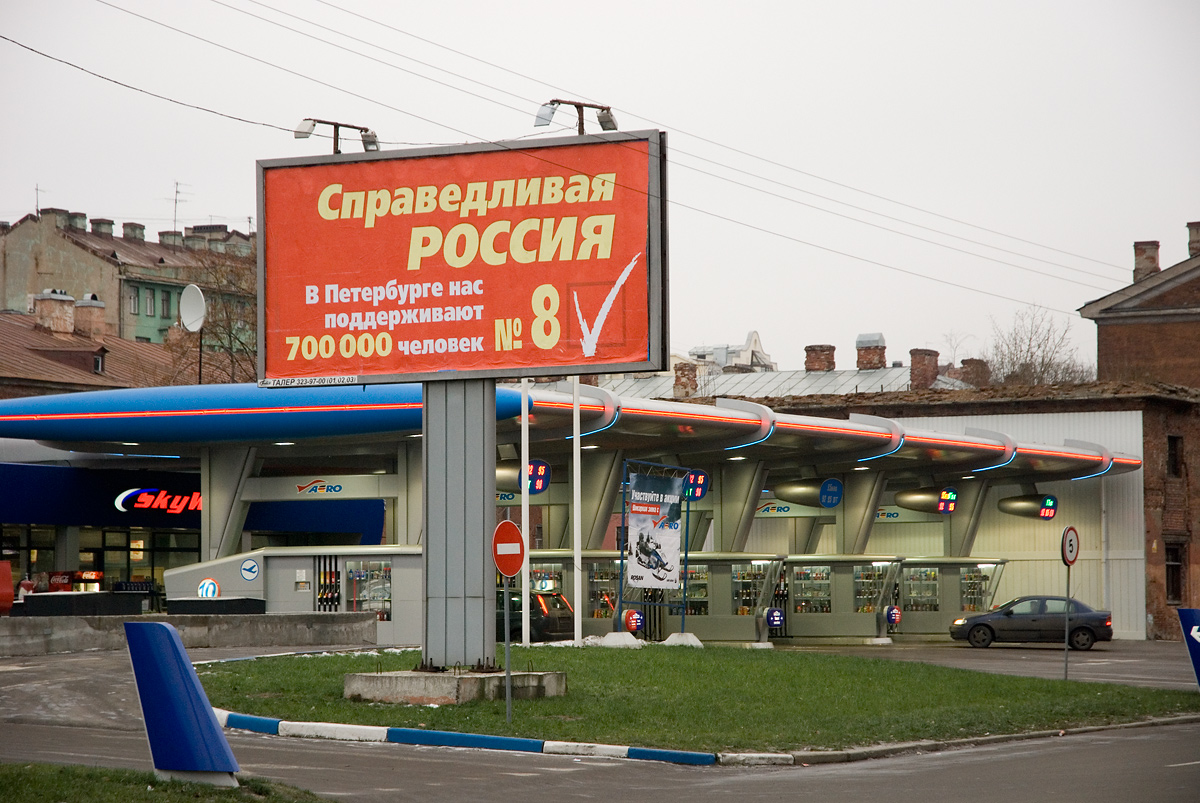
Cartell electoral de 2007 a Sant Petersburg, ciutat on el partit aconseguí un 16% dels vots.

Rússia Justa (en rus: Справедливая Россия) és un partit polític rus conservador d'esquerres. Va ser fundat el 28 d'octubre de 2006 mitjançant la unió de diversos grups parlamentaris.
Rússia Justa es defineix com una aliança de centreesquerra, que defensa un nou socialisme del segle XXI. El 2011, Nikolai Levichev va ser escollit president del partit, succeint a Sergey Mironov , que va dirigir el partit el 2006-2011. El 27 d'octubre de 2013, Mironov va ser reelegit com a president del partit,  i de nou el 28 d'octubre de 2018.
Tot i que en els comicis de 2007 la formació recolzà Vladímir Putin, líder del partit Rússia Unida, i el 2008 recolzà l'actual president, Dmitri Medvédev, Rússia Justa es defineix com l'alternativa a aquest partit oficialista.

## Història

### Formació
Serguei Mironov, president de Rússia Justa (períodes 2006-2011 i 2013-2021) i diversos diputats van mantenir a mitjans de 2006 una important reunió amb Vladislav Surkov, considerat un dels principals ideòlegs i una figura clau amb molt poder i influència en l'administració de Vladimir Putin. En la mateixa va desenvolupar la idea d'una oposició "constructiva" unificada, caminant cap a un sistema bipartidista a Rússia.
Així doncs, pocs mesos després es van unificar els tres partits interessats inicialment, Pàtria (Родина), Partit Rus dels Pensionistes (Российская партия пенсионеров) i el Partit Rus de la Vida (Российская партия жизни). Jurídicament la unió va ser formalitzada com a canvi en la denominació del partit Rodina a Rússia Justa: Pàtria, Pensionistes, Vida, ja que com a únic partit dels tres amb escons a la Duma, Rodina va dominar el procés d'unificació. Abans de les eleccions legislatives de 2007 s'hi van afegir dues formacions més: el Partit Popular de la Federació Russa (Народная партия Российской Федерации) i el Partit Unit Socialista de Rússia (Социалистическая единая партия России). Fins i tot arribat el moment van apuntar a una fusió entre el seu partit i el Partit Comunista de la Federació Russa per tal de crear un nou partit socialista unificat.
A les eleccions a la Duma de 2007 va rebre 5.383.639 vots (7,74%) i 38 escons, convertint-se en el quart partit, la qual cosa van suposar una lleugera decepció, sobretot perquè un dels seus partits predecessors, Rodina, ja havia aconseguit tota sola el 9% dels vots a les eleccions del 2003. Poc després, al 2008 van entrar a formar part de la plataforma política el Partit Ecològic Rus "Els Verds" i el Partit Socialista Unit de Rússia.

### Relació amb el Kremlin
A l'etapa 2007-2011, van donar un ferm suport al President Dmitri Medvedev en la seva posició d'avançar cap a una economia postindustrial diversificada i la democratització del seu sistema polític, a més de nombroses mesures impulsades, mentre va oposar-se als plans anticrisi i als pressupostos de Vladimir Putin. Més endavant, al 2010, Rússia Justa i Rússia Unida van arribar a un acord estratègic per tal de donar suport al govern i debatre les desavinences, però Rússia Justa es retiraria un mes després acusant els segons de violar l'acord. Fruit d'aquestes bandades, el llavors líder del partit Mironov va ser destituït en favor de Levichev al 2011. Al mateix any, el partit va anunciar passar a una oposició total amb les autoritats. A les eleccions a la Duma de 2011 van pràcticament doblar resultats, amb 64 escons i el 13.2%.
A les eleccions presidencials de 2012 però, van presentar com a candidat a Mironov, que va quedar en darrer lloc amb 2,763,935 vots i el 3.86%. Davant les protestes contra els resultats, que es titllaven de frau electoral, van tenir una posició ambivalent, donant un suport inicial (per exemple, amb Mironov apareixent amb el llaç blanc opositor a la Duma Estatal, o diputats participant del Consell de Coordinació de l'Oposició Russa) per més endavant distanciar-se. Així, els membres que continuaven participant del moviment d'oposició van ser expulsats o van abandonar el partit. Al mateix any, partits que n'havien format part com Rodina, el Partit dels Pensionistes o Els Verds van refundar-se.
A partir de 2013, amb Mironov de nou a la presidència, Rússia Justa va tornar a donar suport a les polítiques de Vladimir Putin, tant la política exterior (annexió de Crimea) com les mesures internes. A les eleccions a la Duma de 2016 van ser penalitzats per les seves relacions amb el govern, rebent un 6% dels vots i passant de 64 escons a només 23, el pitjor resultat històric.

### Darrers anys
A les eleccions presidencials de 2018 el partit va decidir descartar una candidatura pròpia i donar suport a Vladimir Putin, assenyalant que tot i ser un partit d'oposició no es podien oposar a Rússia mateixa, i mirarien d'evitar la influència de Rússia Unida a l'agenda del president. El 28 de gener de 2021, el partit es va fusionar amb els partits Per la veritat i Patriotes de Rússia, modificant el seu nom a Rússia Justa: Patriotes, per la veritat. A les eleccions legislatives del mateix any van recuperar quatre diputats, mantenint la quarta posició a la Duma.
Rússia Justa va donar suport al reconeixement i annexió de les Repúbliques Populars de Donetsk i Luhansk, i més endavant de la pròpia invasió a Ucraïna de 2022. Com a conseqüència, van ser expulsats de la Internacional Socialista i van rebre sancions internacionals.

## Resultats electorals

### Eleccions presidencials
| Any  | Candidat                 | 1a volta   | 1a volta    | 2a volta | 2a volta | Resultats |
| Any  | Candidat                 | Vots       | %           | Vots     | %        | Resultats |
| ---- | ------------------------ | ---------- | ----------- | -------- | -------- | --------- |
| 2008 | Suport a Dmitri Medvédev | 52,530,712 | 70,28 / 100 |          |          | Elegit    |
| 2012 | Sergey Mironov           | 2,763,935  | 3,85 / 100  |          |          | Derrota   |
| 2018 | Suport a Vladímir Putin  | 56,430,712 | 76,69 / 100 |          |          | Elegit    |
| 2024 | Suport a Vladímir Putin  | 76,277,708 | 88,48 / 100 |          |          | Elegit    |

### Eleccions legislatives
| Any  | Cap de llista    | Vots      | %     | Escons   | +/- | Govern        |
| ---- | ---------------- | --------- | ----- | -------- | --- | ------------- |
| 2007 | Serguéi Mirónov  | 5.383.639 | 7,74  | 38 / 450 | Nou | Suport extern |
| 2011 | Nikolái Lévichev | 8.695.522 | 13,24 | 64 / 450 | 26  | Oposició      |
| 2016 | Serguéi Mirónov  | 3.275.053 | 6,22  | 23 / 450 | 41  | Oposició      |
| 2016 | Serguéi Mirónov  | 3.275.053 | 6,22  | 23 / 450 | 41  | Suport extern |
| 2021 | Serguéi Mirónov  | 4.201.715 | 7,46  | 27 / 450 | 4   | Oposició      |

## Líder

### Rússia Justa
| No. | Imatge | Líder                      | Inici                | Final                |
| --- | ------ | -------------------------- | -------------------- | -------------------- |
| 1   |        | Serguéi Mirónov (b. 1953)  | 28 d'octubre de 2006 | 16 d'abril de 2011   |
| 2   |        | Nikolai Levichev (b. 1953) | 16 d'abril de 2011   | 27 d'octubre de 2013 |
| 3   |        | Serguéi Mirónov (b. 1953)  | 27 d'octubre de 2013 | 22 de febrer de 2021 |

### Rússia Justa – Per la Veritat
| Chairman | Chairman | Chairman                  | Chairman             | Chairman | Co–chairmen | Co–chairmen                | Co–chairmen                                | Co–chairmen                                | Co–chairmen |
| No.      | Imatge   | Líder                     | Inici                | Final    | No.         | Imatge                     | Co–Líder                                   | Inici                                      | Final       |
| -------- | -------- | ------------------------- | -------------------- | -------- | ----------- | -------------------------- | ------------------------------------------ | ------------------------------------------ | ----------- |
| 3        |          | Serguéi Mirónov (b. 1953) | 22 de febrer de 2021 | Actual   | 1           |                            | Zakhar Prilepin (b. 1975)                  | 22 de febrer de 2021                       | Actual      |
| 3        | 2        | Serguéi Mirónov (b. 1953) | 22 de febrer de 2021 | Actual   |             | Gennady Semigin (b. 1964)  | 26 d'octubre de 2024                       | 22 de febrer de 2021                       |             |
| 3        | 3        | Serguéi Mirónov (b. 1953) | 22 de febrer de 2021 | Actual   |             | Ruslan Tatarinov (b. 1970) | Es preveu que sigui nominat durant el 2025 | Es preveu que sigui nominat durant el 2025 |             |

## Vegeu més
- Rodina
- Partit Rus dels Pensionistes per la Justícia Social
- Partit Rus de la Vida
- Partit Ecològic Rus "Els Verds"
- Rússia Unida